# The Good Fight
The Good Fight (englisch für Der gute Kampf) ist eine US-amerikanische Dramaserie von Robert und Michelle King sowie Phil Alden Robinson. Sie ist ein Spin-off der von 2009 bis 2016 bei CBS ausgestrahlten Serie Good Wife. Die erste Folge hatte am 19. Februar 2017 bei CBS im Fernsehen Premiere; die weiteren Episoden werden über den Streamingdienst CBS All Access veröffentlicht. Im deutschsprachigen Raum war die erste Staffel vom 7. November 2017 bis zum 9. Januar 2018 beim Bezahlfernsehsender FOX zu sehen. Die Ausstrahlung der 13-teiligen zweiten Staffel begann am 4. März 2018 in den USA und am 12. Juni 2018 im deutschsprachigen Raum. Die dritte Staffel wurde bis zum Frühsommer 2019 auf Fox ausgestrahlt. Am 9. April 2020 begann in den USA die Veröffentlichung der vierten Staffel auf CBS All Access. Im Mai 2020 wurde die Serie um die fünfte Staffel verlängert; im Juli 2021 folgte die Verlängerung für die sechste und letzte Staffel.

## Handlung
Hauptfigur der Serie ist die aus der Mutterserie bekannte Anwältin Diane Lockhart, die nach einem Finanzskandal, der sie um ihre gesamten Ersparnisse gebracht hat, aus ihrer eigenen Kanzlei gedrängt wurde. Eine weitere Hauptfigur ist Dianes Patentochter Maia, deren Vater für den Skandal verantwortlich ist und worunter ihr Ruf als junge Juristin ebenfalls leidet. Allerdings zeichnet sich bereits Mitte der zweiten Staffel ihr Ausstieg aus der Serie ab.
Gemeinsam fangen sie in der zu Beginn ausschließlich von Afro-Amerikanern geführten Kanzlei Reddick, Boseman & Kolstad an, in der auch Dianes frühere Mitarbeiterin Lucca Quinn angestellt ist. Diese nimmt zusammen mit Marissa Gold und Jay Dipersia verstärkt Maias Platz als Hauptfigur ein.

## Besetzung und Synchronisation
Die Serie wurde bei der Cinephon in Berlin synchronisiert. Gabi Voussem schrieb die Dialogbücher, Reinhard Knapp und Frank Glaubrecht führten die Dialogregie. Für die deutsche Übersetzung und Vertonung der Zeichentricksequenzen war Gesangsregisseur Rafael Albert verantwortlich.

### Hauptbesetzung
| Rolle           | Schauspieler       | Hauptrolle | Nebenrolle | Synchronsprecher         |
| --------------- | ------------------ | ---------- | ---------- | ------------------------ |
| Diane Lockhart  | Christine Baranski | 1.01–6.10  |            | Liane Rudolph            |
| Maia Rindell    | Rose Leslie        | 1.01–3.10  |            | Maximiliane Häcke        |
| Barbara Kolstad | Erica Tazel        | 1.01–1.10  | 2.01       | Nora Jokhosha            |
| Marissa Gold    | Sarah Steele       | 1.01–6.10  |            | Nadine Zaddam            |
| Lucca Quinn     | Cush Jumbo         | 1.01–4.07  | 5.01       | Anne Düe                 |
| Adrian Boseman  | Delroy Lindo       | 1.01–4.07  | 5.01       | Oliver Stritzel          |
| David Lee       | Zach Grenier       | 4.01–5.09  | 1.01, 6.08 | Andreas W. Schmidt       |
| Jay Dipersia    | Nyambi Nyambi      | 2.01–6.10  | 1.01–1.10  | Alexander Doering        |
| Julius Cain     | Michael Boatman    | 2.01–6.10  | 1.01–1.10  | Claudio Maniscalco       |
| Liz Reddick     | Audra McDonald     | 2.01–6.10  |            | Claudia Urbschat-Mingues |
| Carmen Moyo     | Charmaine Bingwa   | 5.02–6.10  |            | Anna Gamburg             |
| Hal Wackner     | Mandy Patinkin     | 5.02–5.10  |            | Erich Räuker             |

### Nebenbesetzung
| Rolle            | Schauspieler      | Nebenrolle                  | Synchronsprecher       |
| ---------------- | ----------------- | --------------------------- | ---------------------- |
| Henry Rindell    | Paul Guilfoyle    | 1.01–2.02                   | Bodo Wolf              |
| Lenore Rindell   | Bernadette Peters | 1.01–2.02                   | Philine Peters-Arnolds |
| Kurt McVeigh     | Gary Cole         | 1.01–6.10                   | Joachim Tennstedt      |
| Colin Morrello   | Justin Bartha     | 1.01–2.13                   | Jannik Endemann        |
| Howard Lyman     | Jerry Adler       | 1.01–6.10                   | Horst Lampe            |
| Elsbeth Tascioni | Carrie Preston    | 1.01–6.10                   | Christin Marquitan     |
| Amy Breslin      | Heléne Yorke      | 1.01–6.10                   | Josephine Schmidt      |
| Yesha Mancini    | Chalia La Tour    | 1.01–6.10                   | Magdalena Turba        |
| Mike Kresteva    | Matthew Perry     | 1.01–6.10                   | Michael Iwannek        |
| Luis Canning     | Michael J. Fox    | 4.01–4.04                   | Sven Hasper            |
| Nancy Crozier    | Mamie Gummer      | 2.04, 5.04                  | Julia Stoepel          |
| Charles Lester   | Wallace Shawn     | 2.10, 5.02, 5.04            | Freimut Götsch         |
| Madeline Starkey | Jane Lynch        | 1.09, 2.01, 2.09, 5.03–5.04 | Heike Schroetter       |
| Ruth Eastman     | Margo Martindale  | 2.07, 2.09, 2.13, 5.01      | Almut Zydra            |
| Ted Willoughby   | Mo Rocca          | 2.13, 3.08, 5.07            | Rainer Fritzsche       |
| Spencer Zschau   | Aaron Tveit       | 1.07, 3.03, 5.03            | Julien Haggège         |
| Allegra Durado   | Wanda Sykes       | 5.08–5.10                   | Arianne Borbach        |
| Eli Gold         | Alan Cumming      | 6.02-6.04                   | Viktor Neumann         |